# TruFont
 (mai 2016).
Si vous disposez d'ouvrages ou d'articles de référence ou si vous connaissez des sites web de qualité traitant du thème abordé ici, merci de compléter l'article en donnant les références utiles à sa vérifiabilité et en les liant à la section « Notes et références ».
TruFont est un éditeur de polices de caractères numériques libre visant à remplacer l'éditeur FontForge.
La philosophie de ce logiciel est de mettre en place un environnement de création aussi complet et modulaire que FontForge.
En effet sa principale caractéristique est de se baser sur Python et Qt, des outils de programmation très populaires, pour permettre aux contributeurs de modifier et d'améliorer facilement le logiciel.
D'autre part, cet éditeur base son fonctionnement sur le format Unified Font Object (UFO) qui est le plus répandu des formats de polices libres.
L'outil a été développé à l'origine par Adrien Tétar, un étudiant en mathématique passionné par les polices de caractères. Il s'adresse plutôt aux professionnels et amateurs avertis.
L'objectif à long terme de ce logiciel est de donner accès à tous les aspects des polices UFO, ainsi que de fournir des méthodes d'affichage et d'édition basiques, en laissant la communauté construire les fonctionnalités plus sophistiquées sous forme de modules.